# مقاطعة غرانت (أركنساس)
مقاطعة غرانت (بالإنجليزية: Grant County)‏ هي إحدى مقاطعات ولاية أركنساس في الولايات المتحدة الأمريكية.

## أعلام
- هوراس راندال